# The FA Disability Cup
The FA Disability Cup – turniej różnych odmian piłki nożnej dla niepełnosprawnych, organizowany co roku przez The Football Association. Podczas dwudniowego wydarzenia organizowanego na St George's Park National Football Centre w Burton upon Trent rywalizują zawodnicy po amputacjach, niedowidzący, niewidomi, z mózgowym porażeniem dziecięcym, niesłyszący oraz na elektrycznych wózkach inwalidzkich.

## Wyniki

### Amp futbol
| Sezon | Data            | T. | Mistrz                | Wynik | Finalista           | Uwagi       |
| ----- | --------------- | -- | --------------------- | ----- | ------------------- | ----------- |
| 2017  | 6 maja 2017     | 1  | Peterborough Amp F.C. | 3:2   | Everton Amp F.C.    | [ 1 ] [ 2 ] |
| 2018  | 17 czerwca 2018 | 2  | Peterborough Amp F.C. | 3:2   | Everton Amp F.C.    | [ 1 ] [ 2 ] |
| 2019  | 16 czerwca 2019 | 1  | Everton Amp F.C.      | 4:1   | Portsmouth Amp F.C. | [ 1 ] [ 2 ] |

### Piłka nożna niedowidzących
| Sezon | Data            | T. | Mistrz            | Wynik | Finalista            | Uwagi |
| ----- | --------------- | -- | ----------------- | ----- | -------------------- | ----- |
| 2018  | 16 czerwca 2018 | 1  | Birmingham Futsal | 4:1   | North West Scorpions | [ 2 ] |
| 2019  | 15 czerwca 2019 | 2  | Birmingham Futsal | 9:4   | North West Scorpions | [ 2 ] |

### Piłka nożna niewidomych
| Sezon | Data            | T. | Mistrz                   | Wynik | Finalista                  | Uwagi |
| ----- | --------------- | -- | ------------------------ | ----- | -------------------------- | ----- |
| 2016  | 7 maja 2016     | 1  | Sporting Club Albion     | 2:1   | RNC Leicestershire Foxes   | [ 2 ] |
| 2017  | 6 maja 2017     | 1  | RNC Leicestershire Foxes | 3:2   | Merseyside Blind F.C.      | [ 2 ] |
| 2018  | 17 czerwca 2018 | 2  | RNC Leicestershire Foxes | 1:0   | West Bromwich Albion Blind | [ 2 ] |
| 2019  | 16 czerwca 2019 | 1  | Merseyside Blind F.C.    | 2:0   | West Bromwich Albion Blind | [ 2 ] |

### Piłka nożna osób z mózgowym porażeniem dziecięcym
| Sezon | Data            | T. | Mistrz                               | Wynik | Finalista                            | Uwagi |
| ----- | --------------- | -- | ------------------------------------ | ----- | ------------------------------------ | ----- |
| 2016  | 7 maja 2016     | 1  | CP United                            | 9:0   | Chelsea CP                           | [ 2 ] |
| 2017  | 6 maja 2017     | 2  | CP United                            | 9:1   | Chelsea CP                           | [ 2 ] |
| 2018  | 16 czerwca 2018 | 1  | North East & Yorkshire Disability FC | 2:0   | Chelsea CP                           | [ 2 ] |
| 2019  | 15 czerwca 2019 | 1  | CP North West F.C.                   | 8:1   | North East Yorkshire Disability F.C. | [ 2 ] |

### Piłka nożna niesłyszących
| Sezon | Data            | T. | Mistrz                                      | Wynik | Finalista                              | Uwagi |
| ----- | --------------- | -- | ------------------------------------------- | ----- | -------------------------------------- | ----- |
| 2017  | 6 maja 2017     | 2  | Derby County Community Trust Girls Deaf U16 | 6:4   | Braidwood School’s Girls Deaf Team U16 | [ 2 ] |
| 2018  | 16 czerwca 2018 | 1  | Derby County Community Trust Girls Deaf U16 | b.d.  | Braidwood School’s Girls Deaf Team U16 | [ 2 ] |

### Piłka nożna na elektrycznych wózkach inwalidzkich
| Sezon | Data            | T. | Mistrz                      | Wynik | Finalista            | Uwagi |
| ----- | --------------- | -- | --------------------------- | ----- | -------------------- | ----- |
| 2016  | 7 maja 2016     | 1  | Aspire P.F.C.               | 1:0   | Northern Thunder     | [ 2 ] |
| 2017  | 6 maja 2017     | 2  | Aspire P.F.C.               | 2:1   | Villa Rockets P.F.C. | [ 2 ] |
| 2018  | 16 czerwca 2018 | 1  | West Bromwich Albion P.F.C. | 1:0   | Aspire P.F.C.        | [ 2 ] |
| 2019  | 15 czerwca 2019 | 1  | Aspire P.F.C.               | 4:1   | Northern Thunder     | [ 2 ] |